# Сава Хаджидечев
Сава Хаджидечев е български общественик, кмет на Бургас.

## Биография
Роден е през 1844 година в град Ески Заара. Участва в църковната борба. През 1868 година заедно с Яни Русалиев, Койчо Райков, Никола Камбуров и Димитър Бракалов създават самостоятелна българска община. На следващата година с тяхна помощ се открива българско училище и църква. Хаджидечев още участва в основаването на българска църковна община, членува в нея, както и в училищното настоятелство. От 1878 до 1881 е съветник в град Бургас, а от 1893 до 1894 е църковен и училищен настоятел и касиер на Българска земеделска банка. Кмет е на Бургас от 1894 до 1895 година. Умира на 18 юли 1914 година в град Бургас.
Васил Митаков, който е съдия в града в началото на XX в. пише:
| „ | „Сава х. Дечев – един чудак, един голям българин и патриот, в миналото кмет, вече твърде стар, женен за гъркиня, известен не толкова със своите борби там за каузата на българите, не със своите дела на кмет, колкото със своите безогледни цинизми, които обичаше да казва пред всекиго, и пред мъже, и пред жени.“ | “ |